# Berg- und Traillauf-Weltmeisterschaften 2021
| Medaillenspiegel | Medaillenspiegel       | Medaillenspiegel | Medaillenspiegel | Medaillenspiegel | Medaillenspiegel |
| Platz            | Land                   | G                | S                | B                | Ges.             |
| ---------------- | ---------------------- | ---------------- | ---------------- | ---------------- | ---------------- |
| 1                | Uganda                 | 5                | 2                | 2                | 9                |
| 2                | Vereinigte Staaten     | 4                | 1                | 2                | 7                |
| 3                | Frankreich             | 2                | 4                | 1                | 7                |
| 4                | Vereinigtes Königreich | 2                | 3                | 4                | 9                |
| 5                | Italien                | 2                | 2                | 4                | 8                |
| 6                | Spanien                | 1                | 2                | 4                | 7                |
| 7                | Kenia                  | 1                | 2                | 0                | 3                |
| 8                | Schweiz                | 1                | 1                | 2                | 4                |
| 9                | Norwegen               | 1                | 0                | 0                | 1                |
| 9                | Rumänien               | 1                | 0                | 0                | 1                |

Die ersten World Mountain and Trail Running Championships (WMTRC) fanden von 3. bis 6. November 2022 in Chiang Mai in Thailand statt. Ursprünglich geplantes Austragungsdatum war vom 11. bis 14. November 2021, bevor die Weltmeisterschaften wegen der COVID-19-Pandemie um ein Jahr verschoben wurden. Ausgetragen wurden vier Wettbewerbe (Männer und Frauen, Einzel und Team): Uphill Mountain, Short Trail, Long Trail und Up and Downhill Mountain. Im letztgenannten Rennen gab es auch Rennen für Junioren und Juniorinnen (Einzel und Team).

## Wettbewerbe
- 4. November 2022: Uphill Mountain (8,5 km, 1065 Höhenmeter), Bezeichnung WM 2023: Vertical
- 5. November 2022: Short Trail (39,3 km, 2425 Höhenmeter)
- 5. November 2022: Trail Long (80 km, 4807 Höhenmeter)
- 6. November 2022: Up and Downhill Mountain (Elite: 11,2 km und 475 Höhenmeter / Junioren: 6,4 km und 225 Höhenmeter), Bezeichnung WM 2023: Mountain Classic

## Ergebnisse

### Uphill Mountain

#### Männer

##### Einzelwertung
| Platz | Athlet                    | Land | Zeit (min) |
| ----- | ------------------------- | ---- | ---------- |
| 1     | Patrick Kipngeno          | KEN  | 46:51      |
| 2     | Philemon Kiriago          | KEN  | 48:24      |
| 3     | Alejandro Garcia Carrillo | ESP  | 49:03      |
| 4     | Joey Hadorn               | SUI  | 49:09      |
| 5     | Zak Hanna                 | IRL  | 49:32      |
| 6     | Joseph Gray               | USA  | 49:39      |
| 7     | Cesare Maestri            | ITA  | 49:45      |
| 8     | Xavier Chevrier           | ITA  | 50:03      |
| 9     | Marek Chrascina           | CZE  | 50:03      |
| 10    | Alexandre Ricard          | CAN  | 50:04      |

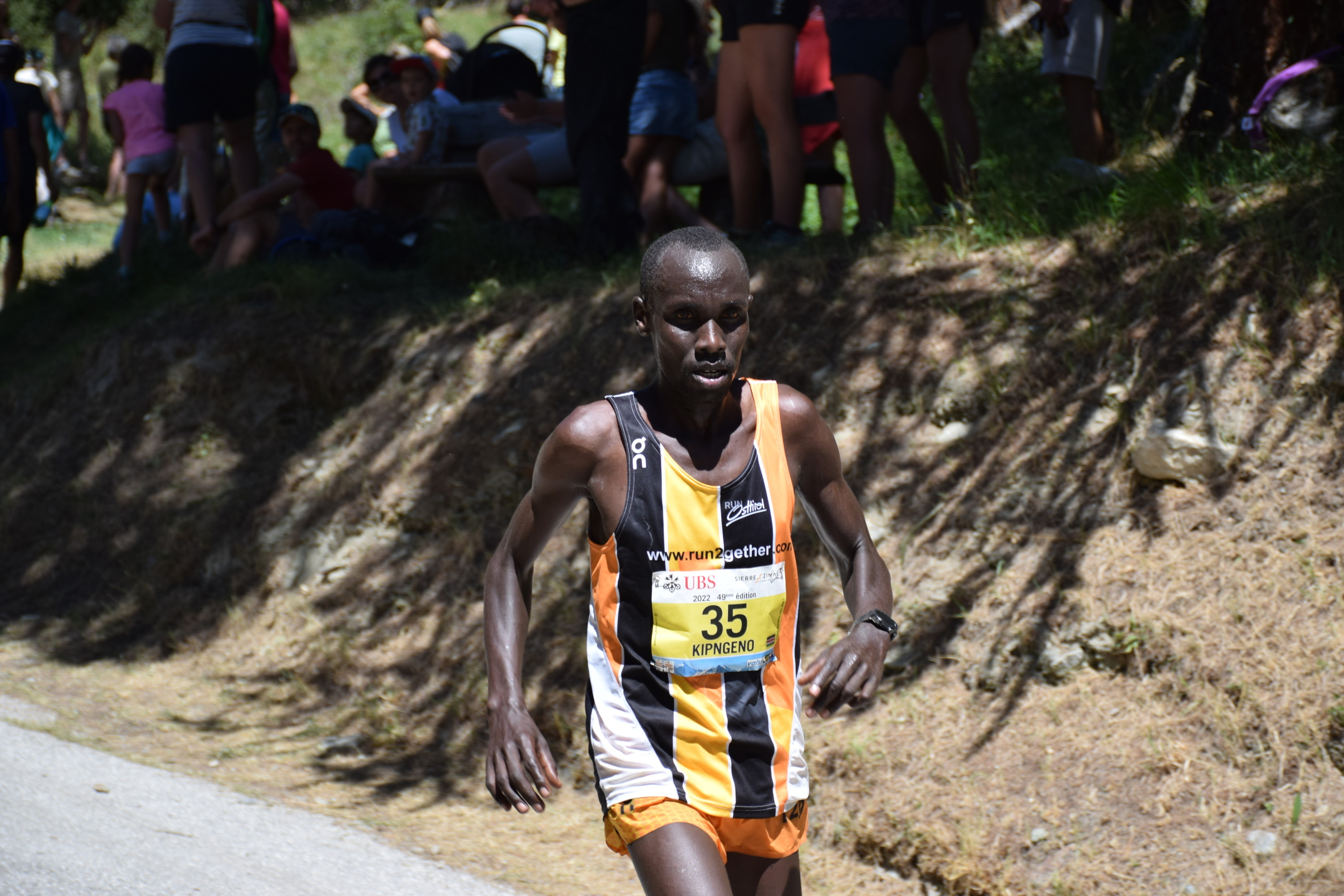
Patrick Kipngeno, Sieger der ersten kombinierten Berg- und Trail-WM

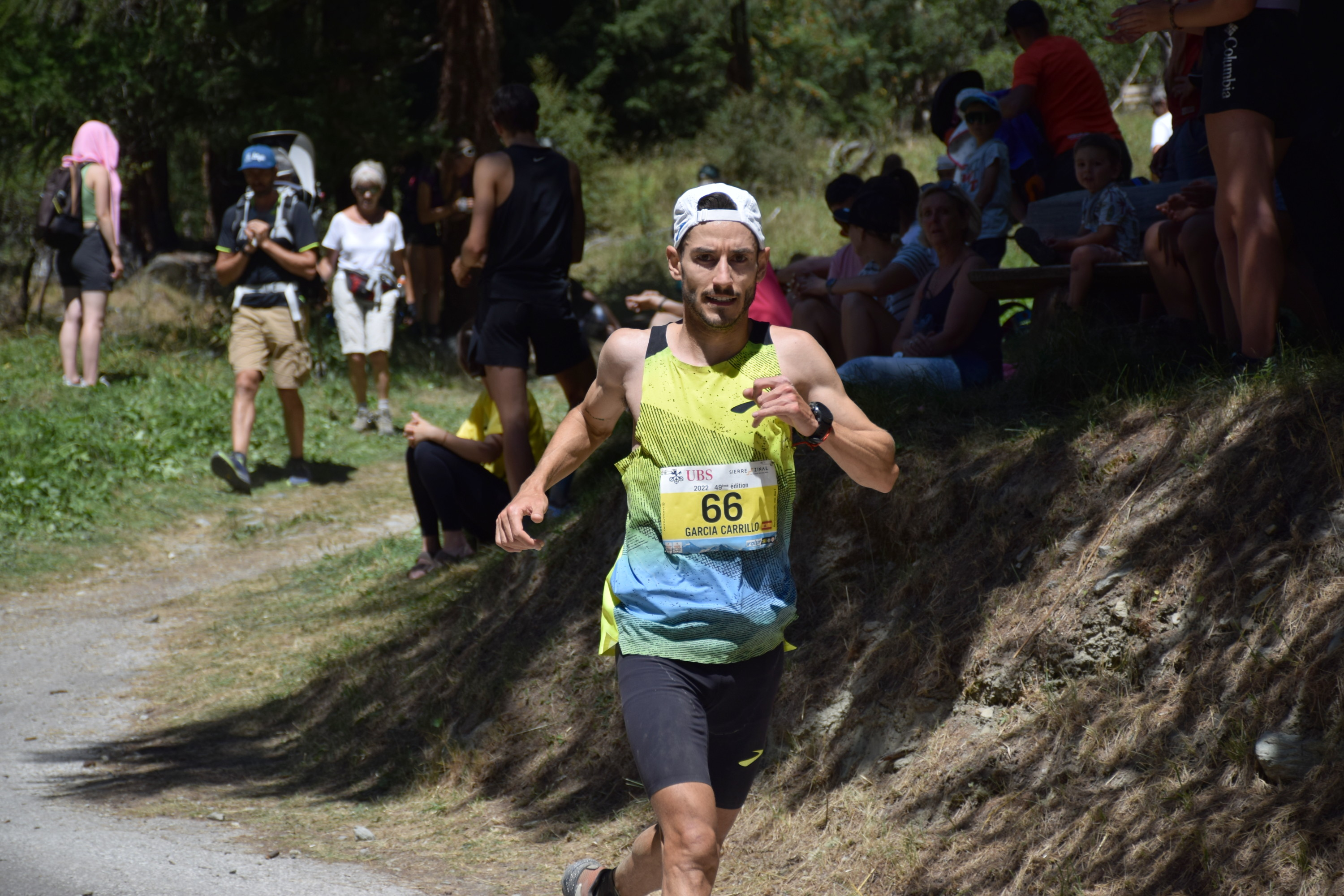
Alejandro Garcia Carrillo wird bester Europäer auf dem dritten Platz

Von 59 gestarteten Athleten erreichten 58 das Ziel.
Teilnehmer aus deutschsprachigen Ländern:
- 12: Jonas Soldini (SUI), 50:31
- 18: Fabian Aebersold (SUI), 51:38
- 26: Pascal Buchs (SUI), 53:15

##### Teamwertung
| Platz | Land und Athleten | Gesamtpunktzahl und Einzelplatzierung |
| ----- | --- | ------------------------------------- |
| 1     | Italien Cesare Maestri (49:45) Xavier Chevrier (50:03) Andrea Rostan (51:28) Henri Aymonod (53:43)                                  | 32 07 08 17 28                        |
| 2     | Schweiz Joey Hadorn (49:09) Jonas Soldini (50:31) Fabian Aebersold (51:38) Pascal Buchs (53:15)                                     | 34 04 12 18 26                        |
| 3     | Spanien Alejandro Garcia Carrillo (49:03) Miquel Corbera Rubio (50:49) Oriol Cardona Coll (52:12) Guillermo Albert Lizandra (56:06) | 37 03 13 21 36                        |

Insgesamt wurden 14 Teams gewertet.

#### Frauen

##### Einzelwertung
| Platz | Athletin                 | Land | Zeit (min) |
| ----- | ------------------------ | ---- | ---------- |
| 1     | Allie McLaughlin         | USA  | 55:15      |
| 2     | Andrea Mayr              | AUT  | 55:41      |
| 3     | Maude Mathys             | SUI  | 56:00      |
| 4     | Monica Mădălina Florea   | ROU  | 57:44      |
| 5     | Onditz Iturbe Arginzoniz | ESP  | 57:56      |
| 6     | Susanna Saapunki         | FIN  | 58:12      |
| 7     | Elisa Sortini            | ITA  | 58:42      |
| 8     | Christel Dewalle         | FRA  | 58:49      |
| 9     | Tereza Hrochová          | CZE  | 59:12      |
| 10    | Hanna Gröber             | GER  | 59:27      |

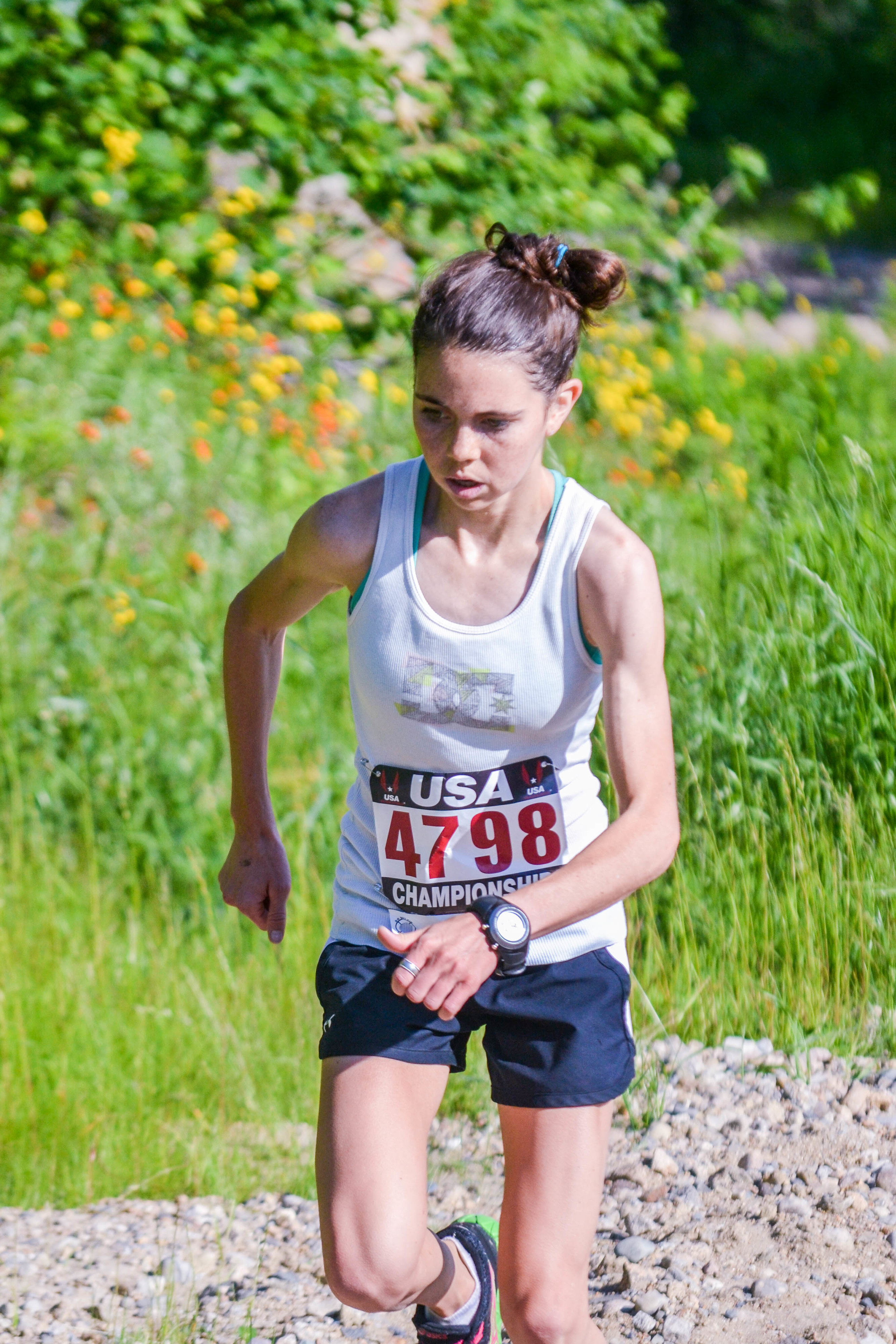
Allie McLaughlin, Siegerin der ersten kombinierten Berg- und Trail-WM

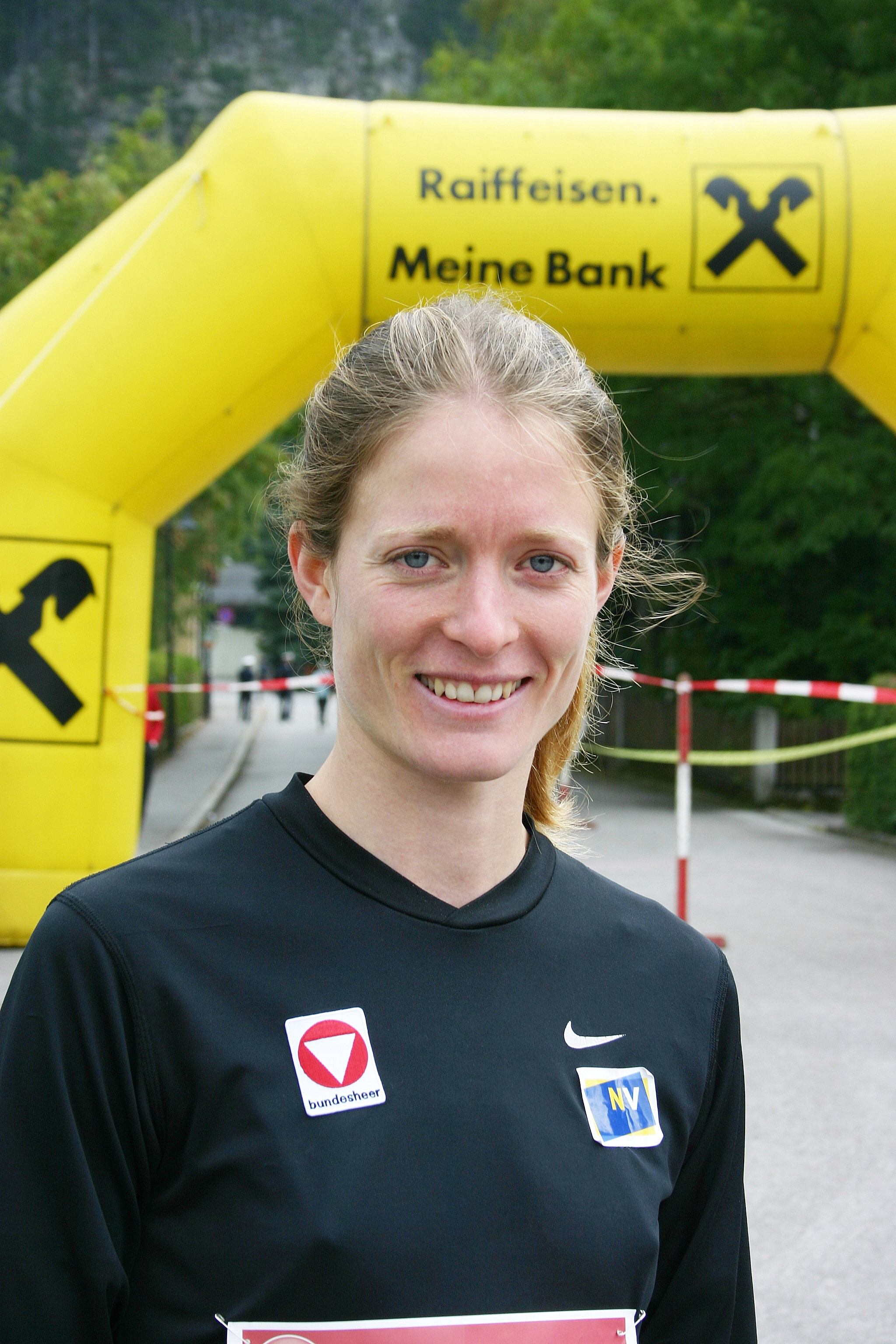
Die sechsfache Berglauf-Weltmeisterin Andrea Mayr läuft zur Silber-Medaille

Von 56 gestarteten Athletinnen erreichten 55 das Ziel.
Teilnehmerinnen aus deutschsprachigen Ländern:
- 13: Judith Wyder (SUI), 1:00:14
- 25: Selina Burch (SUI), 1:03:21
- 32: Simone Troxler (SUI), 1:05:17

##### Teamwertung
| Platz | Land und Athleten                                                                                         | Gesamtpunktzahl und Einzelplatzierung |
| ----- | --- | ------------------------------------- |
| 1     | Vereinigte Staaten Allie McLaughlin (55:15) Lauren Gregory (1:00:06) Rachel Tomajczyk (1:03:43)           | 39 01 12 26                           |
| 2     | Vereinigtes Königreich Scout Adkin (59:45) Ruth Jones (1:00:54) Holly Page (1:01:46) Kate Avery (1:02:16) | 41 11 14 16 20                        |
| 3     | Schweiz Maude Mathys (56:00) Judith Wyder (1:00:14) Selina Burch (1:03:21) Simone Troxler (1:05:17)       | 41 03 13 25 32                        |

Insgesamt wurden 12 Teams gewertet.

### Short Trail

#### Männer

##### Einzelwertung
| Platz | Athlet                 | Land | Zeit (h) |
| ----- | ---------------------- | ---- | -------- |
| 1     | Stian Hovind Angermund | NOR  | 3:08:29  |
| 2     | Francesco Puppi        | ITA  | 3:11:47  |
| 3     | Jonathan Albon         | GBR  | 3:13:05  |
| 4     | Max King               | USA  | 3:17:31  |
| 5     | Kristian Jones         | GBR  | 3:17:47  |
| 6     | Thomas Cardin          | FRA  | 3:19:31  |
| 7     | Andrea Rota            | ITA  | 3:19:56  |
| 8     | Bogdan Damian          | ROU  | 3:19:59  |
| 9     | Antonio Martínez Pérez | ESP  | 3:21:35  |
| 10    | Christian Minoggio     | ITA  | 3:21:57  |

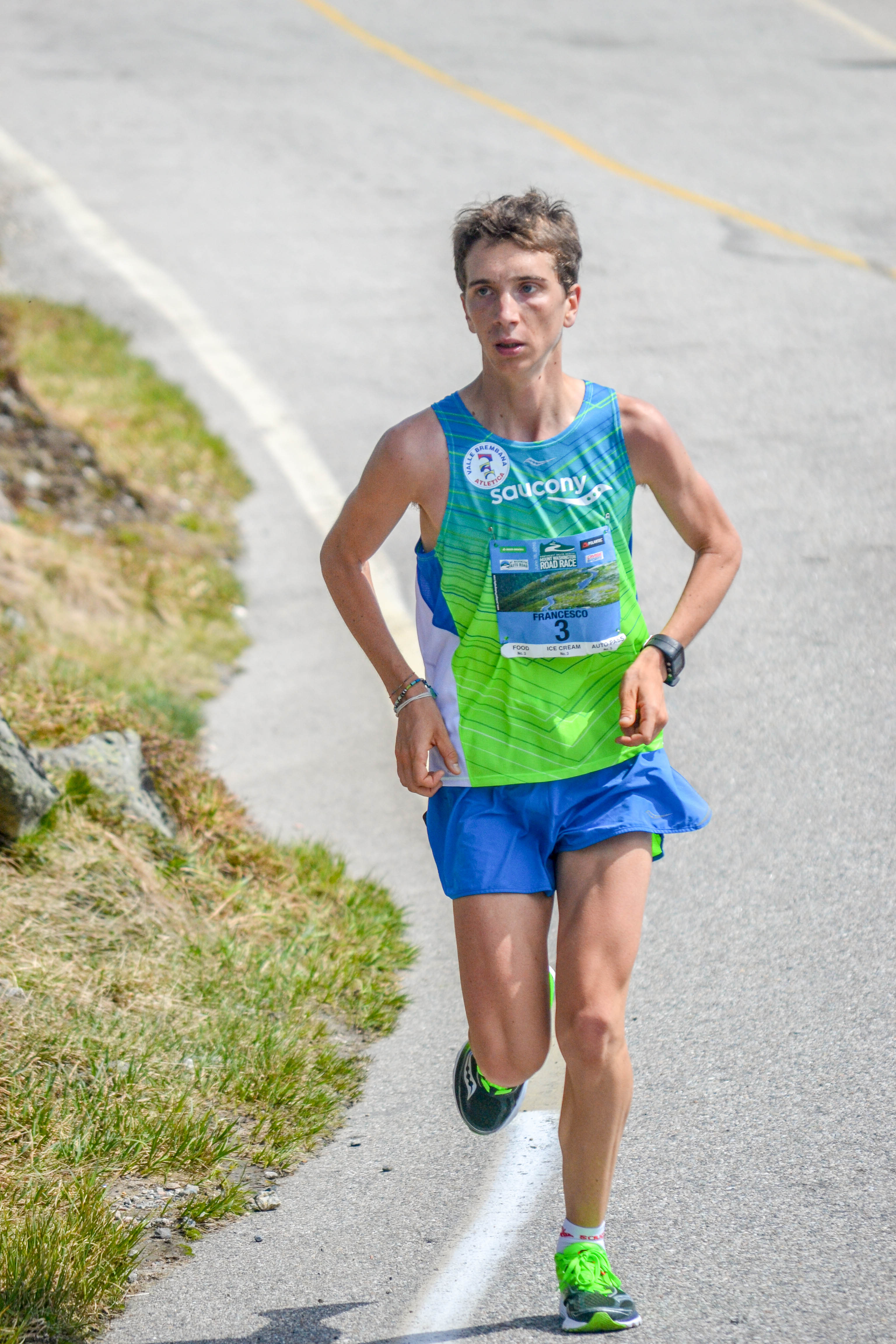
Silber in der Einzel- und Gold in der Teamwertung für Francesco Puppi

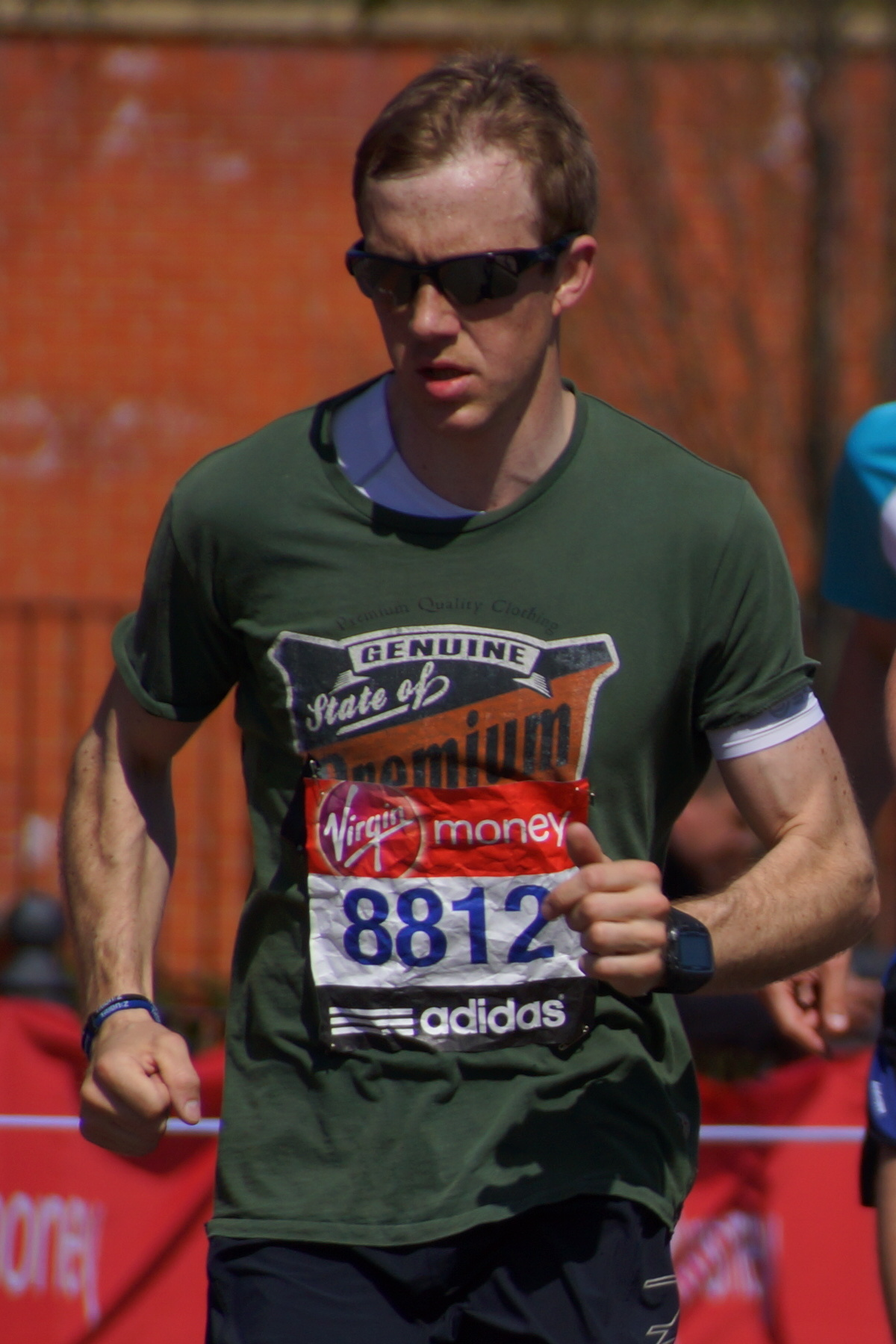
Bronze in der Einzel- und in der Teamwertung für Jonathan Albon

Von 85 gestarteten Athleten erreichten 84 das Ziel.
Teilnehmer aus deutschsprachigen Ländern:
- 31: Roberto Delorenzi (SUI), 3:39:40
- 37: Ruedi Becker (SUI), 3:42:57
- 61: Andreas Rois (AUT), 4:18:15
- DNS: Martin Anthamatten (SUI)

##### Teamwertung
| Platz | Land und Athleten | Gesamtzeit und Einzelzeit                                |
| ----- | --- | -------------------------------------------------------- |
| 1     | Italien Francesco Puppi (2.) Andrea Rota (7.) Christian Minoggio (10.) Mattia Gianola (18.) Martin Dematteis (21.) Luca Cagnati (50.)      | 9:53:39 3:11:47 3:19:56 3:21:57 3:30:10 3:32:05 4:00:28  |
| 2     | Frankreich Thomas Cardin (6.) Frédéric Tranchand (12.) Julien Rancon (13.) Timothée Bommier (15.) Kévin Vermeulen (17.) Arnaud Bonin (34.) | 10:05:50 3:19:31 3:22:20 3:24:02 3:27:45 3:29:39 3:40:44 |
| 3     | Vereinigtes Königreich Jonathan Albon (3.) Kristian Jones (5.) Billy Cartwright (25.) Brennan Townshend (42.) Thomas Adams (46.)           | 10:07:16 3:13:05 3:17:47 3:36:26 3:46:48 3:54:21         |

Insgesamt wurden 14 Teams gewertet.

#### Frauen

##### Einzelwertung
| Platz | Athletin              | Land | Zeit (min) |
| ----- | --------------------- | ---- | ---------- |
| 1     | Denisa Dragomir       | ROU  | 3:49:23    |
| 2     | Barbora Macurová      | CZE  | 3:51:22    |
| 3     | Emilia Brangefält     | SWE  | 3:54:52    |
| 4     | Núria Gil Clapera     | ESP  | 3:56:25    |
| 5     | Sheila Avilés Castaño | ESP  | 3:56:39    |
| 6     | Fabiola Conti         | ITA  | 3:57:10    |
| 7     | Kimber Mattox         | USA  | 3:57:40    |
| 8     | Eleanor Davis         | GBR  | 3:58:06    |
| 9     | Sharon Taylor         | GBR  | 4:01:27    |
| 10    | Júlia Font Gómez      | ESP  | 4:02:41    |

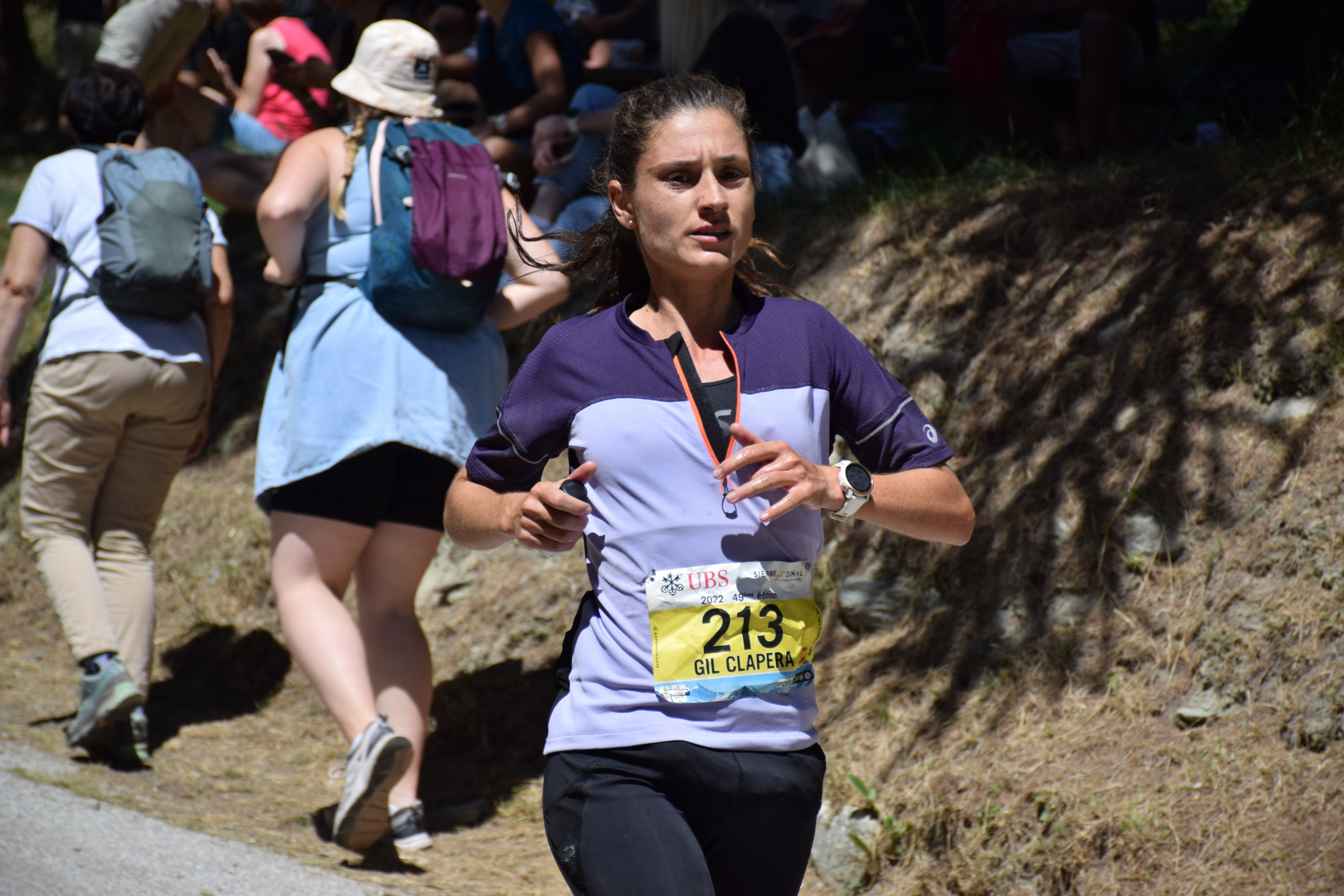
Núria Gil Clapera führte Spanien zu Gold in der Teamwertung

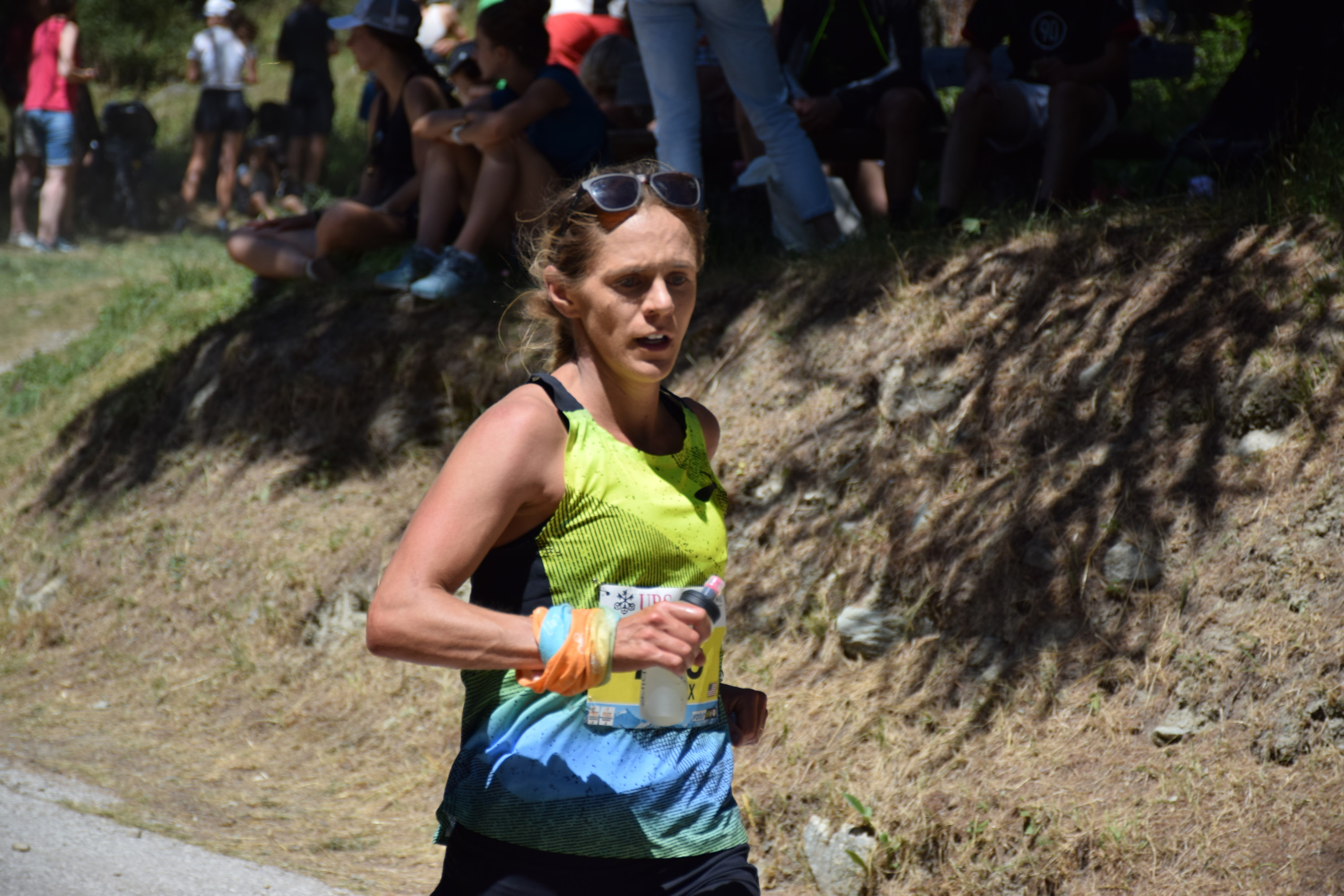
Kimber Mattox führte die USA zu Silber in der Teamwertung

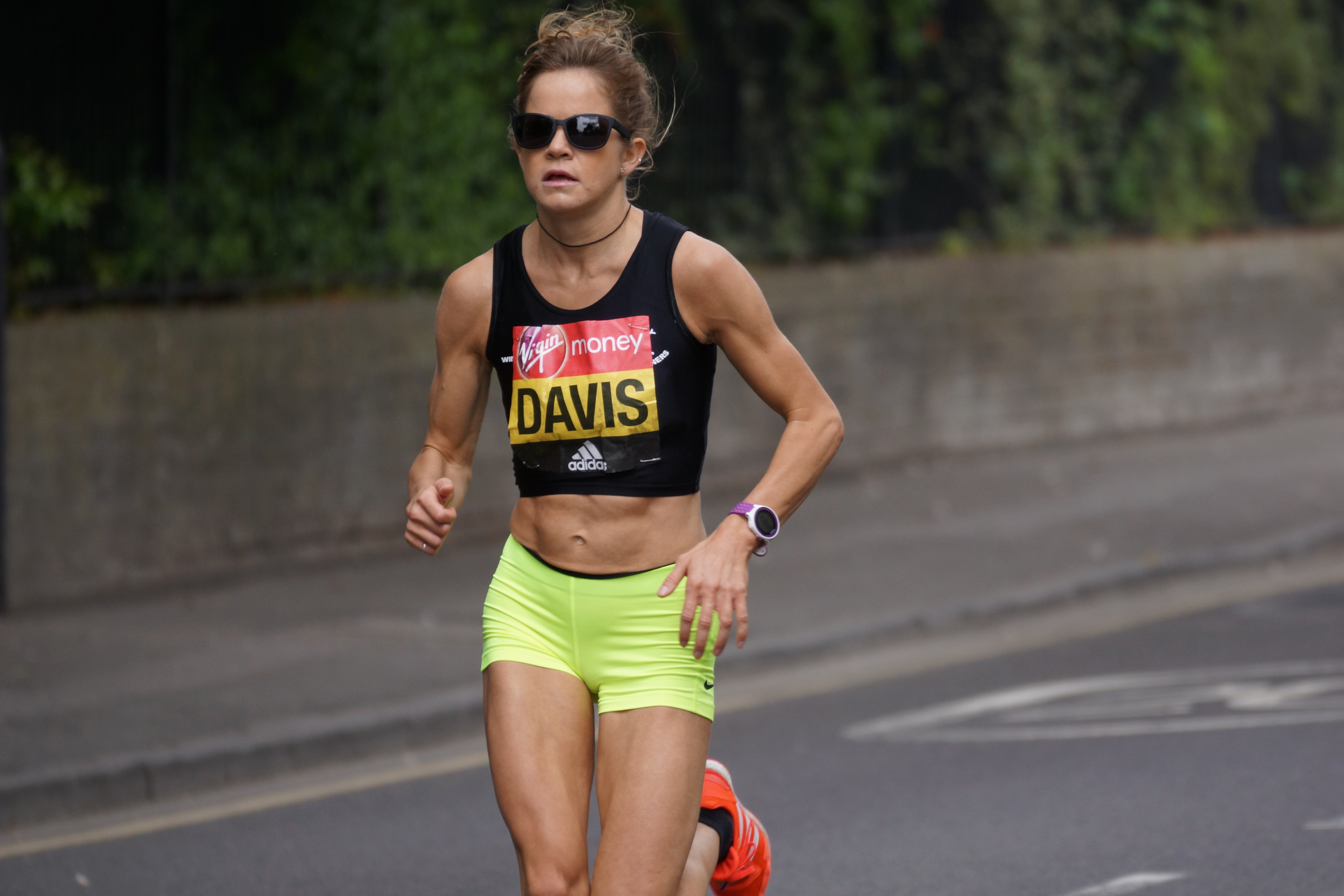
Eleanor Davis führte die Britinnen zu Bronze in der Teamwertung

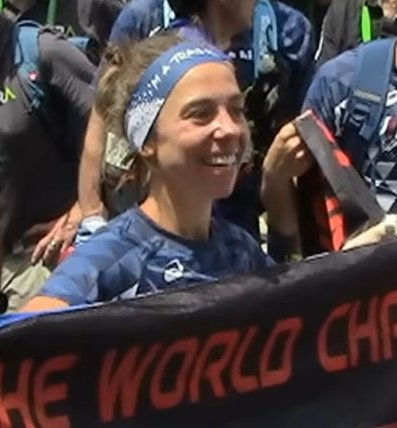
Blandine L'Hirondel führte Frankreich zu Doppelgold in der Einzel- und Teamwertung

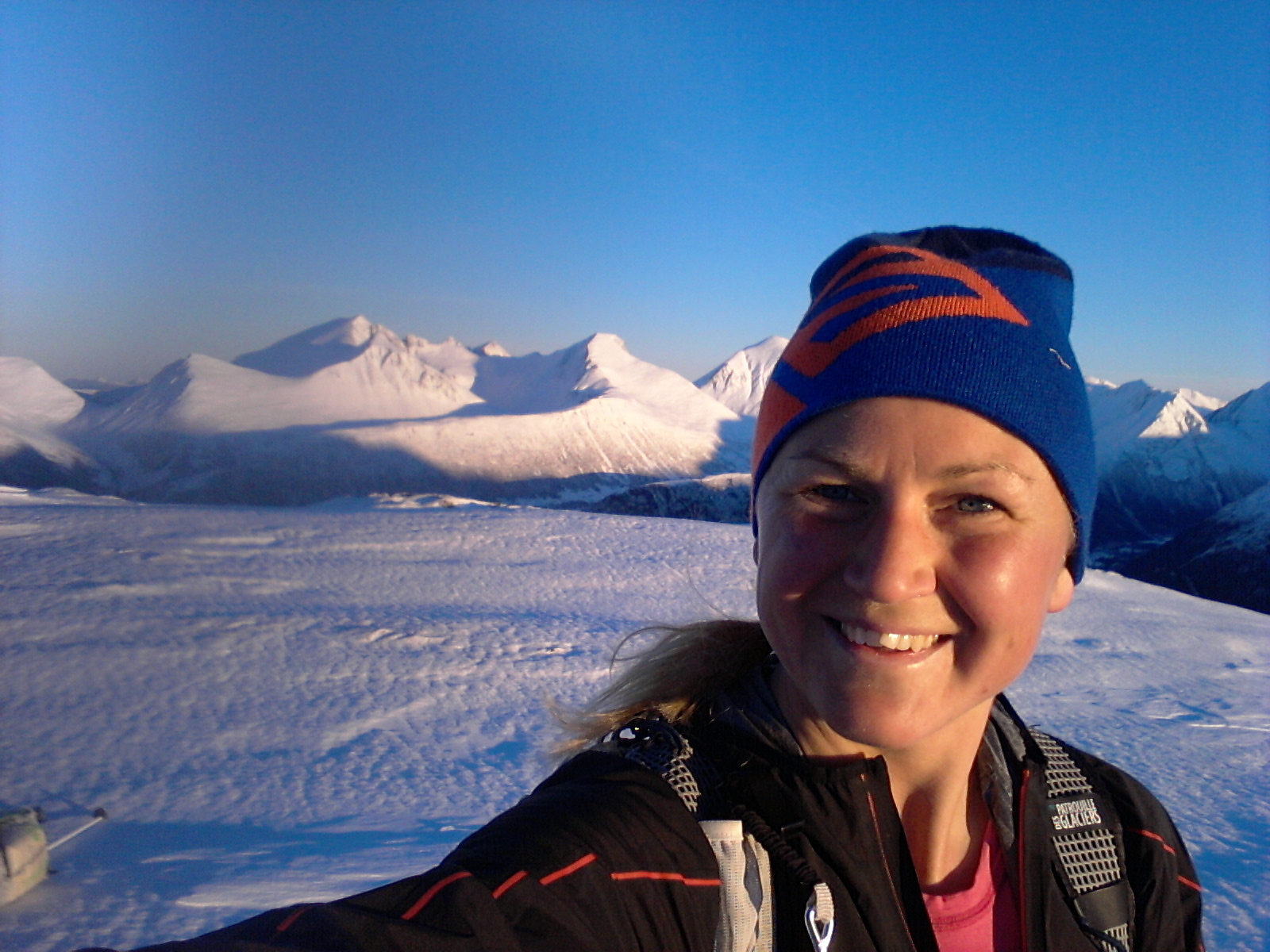
Ida Nilsson lief im Long Trail auf den zweiten Platz

Von 75 gestarteten Athletinnen erreichten 74 das Ziel.
Teilnehmerinnen aus deutschsprachigen Ländern:
- 26: Ariane Wilhelm (SUI), 4:18:45

##### Teamwertung
| Platz | Land und Athleten | Gesamtzeit und Einzelzeit                        |
| ----- | --- | ------------------------------------------------ |
| 1     | Spanien Núria Gil Clapera (4.) Sheila Avilés Castaño (5.) Júlia Font Gómez (15.) Anna Comet Pascua (19.) Virginia Pérez Mesonero (32.) | 11:55:44 3:56:25 3:56:39 4:02:41 4:12:38 4:27:23 |
| 2     | Vereinigte Staaten Kimber Mattox (7.) Ashley Brasovan (11.) Stevie Kremer (13.) Kristina Mascarenas (25.) Michelle Merlis (57.)        | 12:08:39 3:57:40 4:04:05 4:06:55 4:18:22 5:07:31 |
| 3     | Vereinigtes Königreich Eleanor Davis (8.) Sharon Taylor (9.) Nichola Jackson (18.) Catriona Graves (22.)                               | 12:10:30 3:58:06 4:01:27 4:10:59 4:16:21         |

Insgesamt wurden 14 Teams gewertet.

### Long Trail

#### Männer

##### Einzelwertung
| Platz | Athlet                       | Land | Zeit (h) |
| ----- | ---------------------------- | ---- | -------- |
| 1     | Adam Peterman                | USA  | 7:15:53  |
| 2     | Nicolas Martin               | FRA  | 7:28:44  |
| 3     | Andreas Reiterer             | ITA  | 7:36:50  |
| 4     | Jose Angel Fernandez Jimenez | ESP  | 7:39:19  |
| 5     | Aritz Egea Caceres           | ESP  | 7:48:42  |
| 6     | Thibaut Garrivier            | FRA  | 7:50:12  |
| 7     | Eric Lipuma                  | USA  | 7:52:13  |
| 8     | Peter Fraňo                  | SVK  | 7:53:06  |
| 9     | Didrik Grytbak Hermansen     | NOR  | 7:53:42  |
| 10    | Paul Mathou                  | FRA  | 7:53:47  |

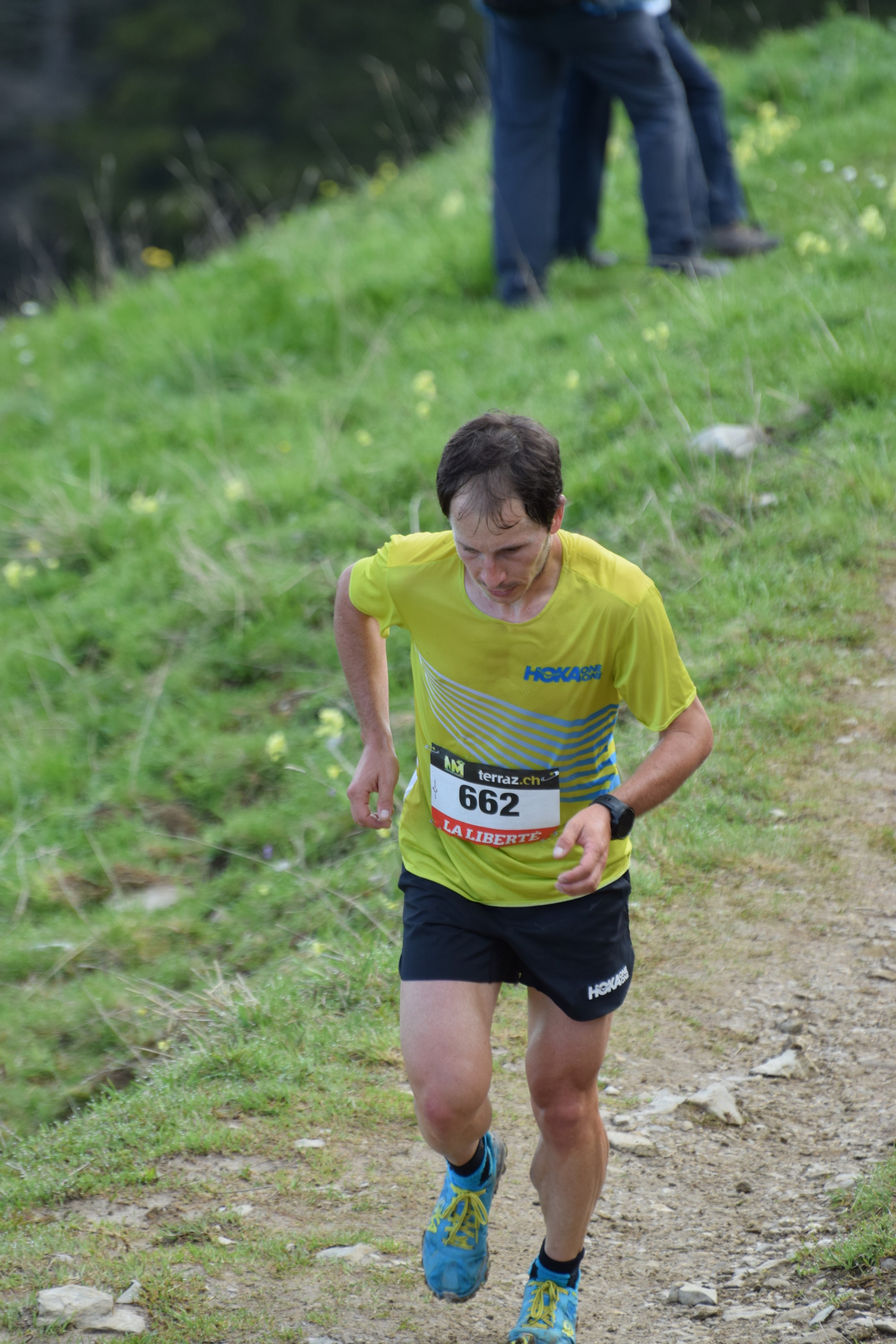
Nicolas Martin gewann in der Einzel- und der Teamwertung Silber

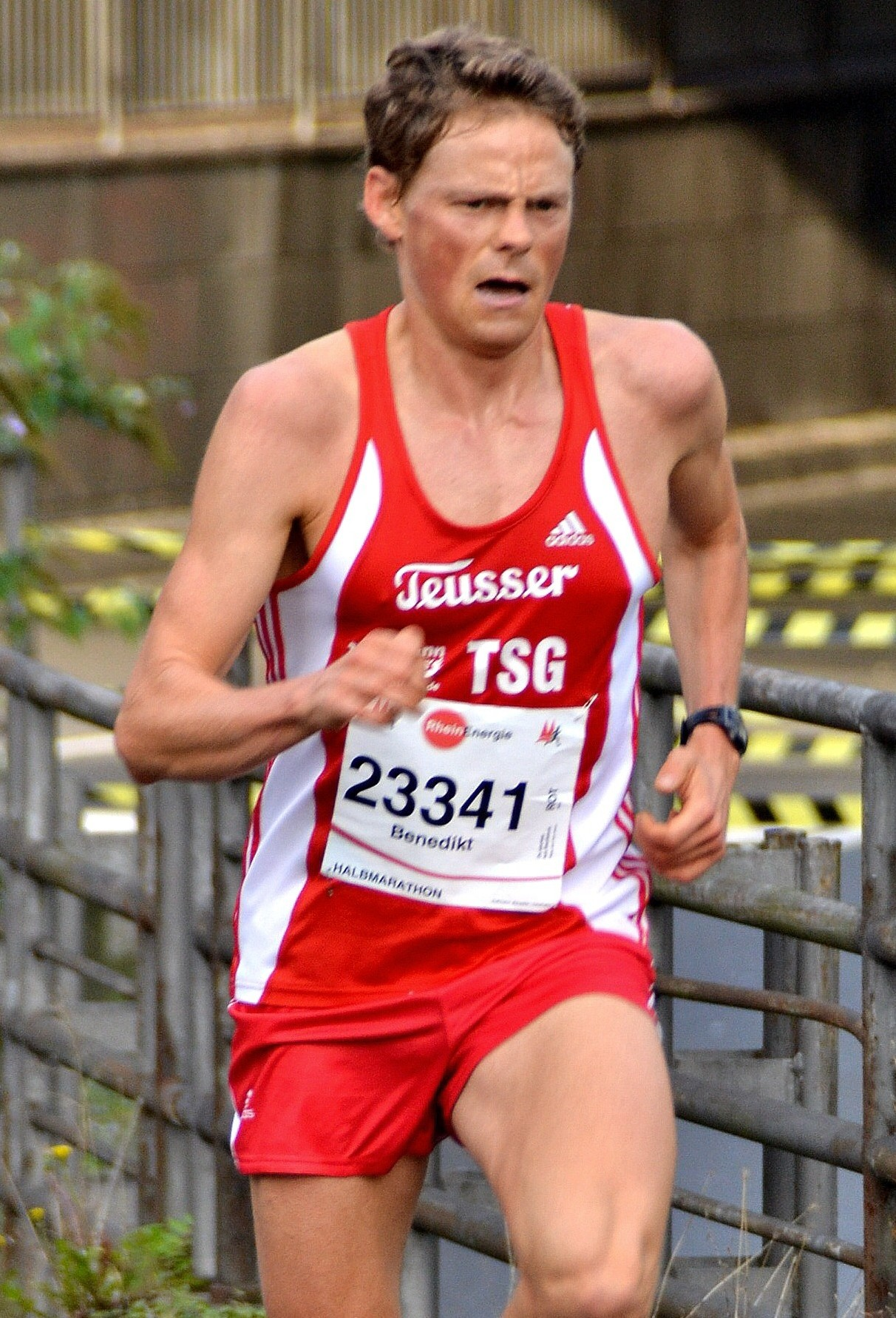
Als einziger deutscher Läufer erreichte Benedikt Hoffmann den 18. Platz

Von 101 gestarteten Athleten erreichten 100 das Ziel.
Teilnehmer aus deutschsprachigen Ländern:
- 12: Ramon Manetsch (SUI), 7:55:18
- 18: Benedikt Hoffmann (GER), 8:07:16
- 29: Martin Lustenberger (SUI), 8:26:49
- DNS: Martin Anthamatten (SUI)

##### Teamwertung
| Platz | Land und Athleten | Gesamtzeit und Einzelzeit                                |
| ----- | --- | -------------------------------------------------------- |
| 1     | Vereinigte Staaten Adam Peterman (1.) Eric Lipuma (7.) Jeff Colt (14.) Adam Merry (53.)                                                       | 23:06:27 7:15:53 7:52:13 7:58:23 9:02:42                 |
| 2     | Frankreich Nicolas Martin (2.) Thibaut Garrivier (6.) Paul Mathou (10.) Martin Kern (15.) Ludovic Pommeret (24.) Arthur Joyeux Bouillon (28.) | 23:12:41 7:28:44 7:50:12 7:53:47 7:59:53 8:16:50 8:26:07 |
| 3     | Spanien Jose Angel Fernandez Jimenez (4.) Aritz Egea Caceres (5.) Marcos Ramos Gonzalez (23.) Borja Fernández Fernández (45.)                 | 23:42:54 7:39:19 7:48:42 8:14:55 8:47:36                 |

Insgesamt wurden 20 Teams gewertet.

#### Frauen

##### Einzelwertung
| Platz | Athletin              | Land | Zeit (min) |
| ----- | --------------------- | ---- | ---------- |
| 1     | Blandine L'Hirondel   | FRA  | 8:22:14    |
| 2     | Ida Nilsson           | SWE  | 8:34:59    |
| 3     | Gemma Arenas Alcazar  | ESP  | 8:46:27    |
| 4     | Eszter Csillag        | HUN  | 8:49:24    |
| 5     | Rosanna Buchauer      | GER  | 8:50:45    |
| 6     | Audrey Tanguy         | FRA  | 8:51:57    |
| 7     | Marion Delespierre    | FRA  | 8:51:57    |
| 8     | Maite Mayora Elizondo | ESP  | 8:56:40    |
| 9     | Giuditta Turini       | ITA  | 9:00:05    |
| 10    | Sunmaya Budha         | NEP  | 9:00:28    |

Von 75 gestarteten Athletinnen erreichten 72 das Ziel.
Teilnehmerinnen aus deutschsprachigen Ländern:
- 11: Emma Pooley (SUI), 9:05:08
- 30: Esther Fellhofer (AUT), 9:54:44

##### Teamwertung
| Platz | Land und Athleten | Gesamtzeit und Einzelzeit                         |
| ----- | --- | ------------------------------------------------- |
| 1     | Frankreich Blandine L'Hirondel (1.) Audrey Tanguy (6.) Marion Delespierre (7.) Jocelyne Pauly (16.) Manon Bohard Cailler (20.) Laure Paradan (21.)        | 26:06:06 8:22:14 8:51:57 9:14:20 9:23:24 9:25:30  |
| 2     | Spanien Gemma Arenas Alcazar (3.) Maite Mayora Elizondo (8.) Marta Molist Codina (15.) Mónica Vives Vila (26.) Azara García de los Salmones Marcano (33.) | 26:53:19 8:46:27 8:56:40 9:10:13 9:36:06 10:18:24 |
| 3     | Italien Giuditta Turini (9.) Camilla Spagnol (23.) Alessandra Boifava (25.)                                                                               | 28:06:06 9:00:05 9:30:52 9:35:11                  |

Insgesamt wurden 13 Teams gewertet.

### Up and Downhill Mountain

#### Männer

##### Einzelwertung
| Platz | Athlet             | Land | Zeit (min) |
| ----- | ------------------ | ---- | ---------- |
| 1     | Samuel Kibet       | UGA  | 40:02      |
| 2     | Patrick Kipngeno   | KEN  | 40:12      |
| 3     | Timothy Toroitich  | UGA  | 40:26      |
| 4     | Leonard Chemonges  | UGA  | 40:51      |
| 5     | Eliud Cherop       | UGA  | 41:27      |
| 6     | Andreu Blanes Reig | ESP  | 41:31      |
| 7     | Alberto Vender     | ITA  | 42:26      |
| 8     | Oriol Cardona Coll | ESP  | 42:44      |
| 9     | Cesare Maestri     | ITA  | 42:47      |
| 10    | Jáchym Kovář       | CZE  | 42:48      |

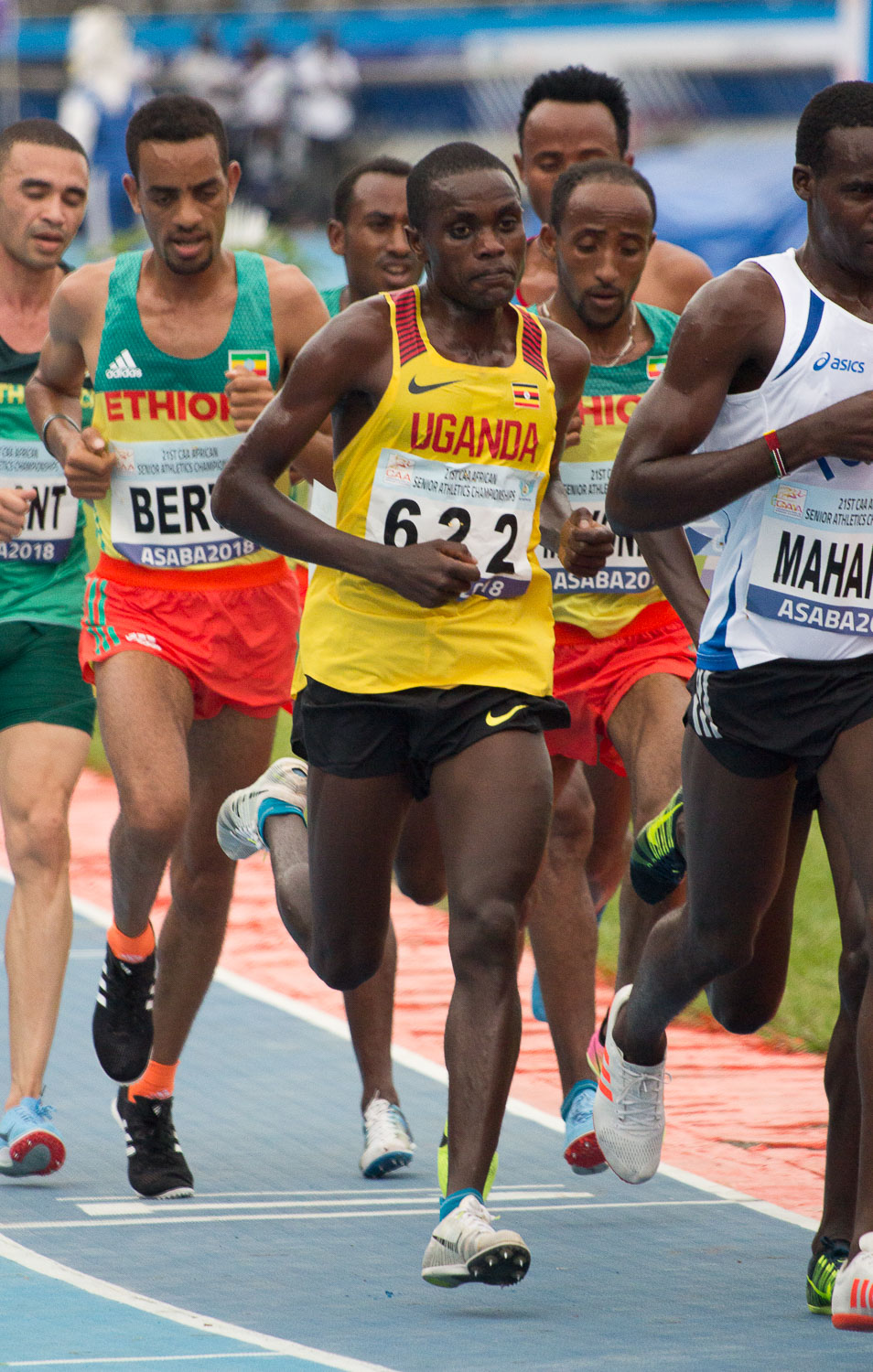
U. a. Timothy Toroitich sorgt für eine geschlossene Teamleistung der Ugander

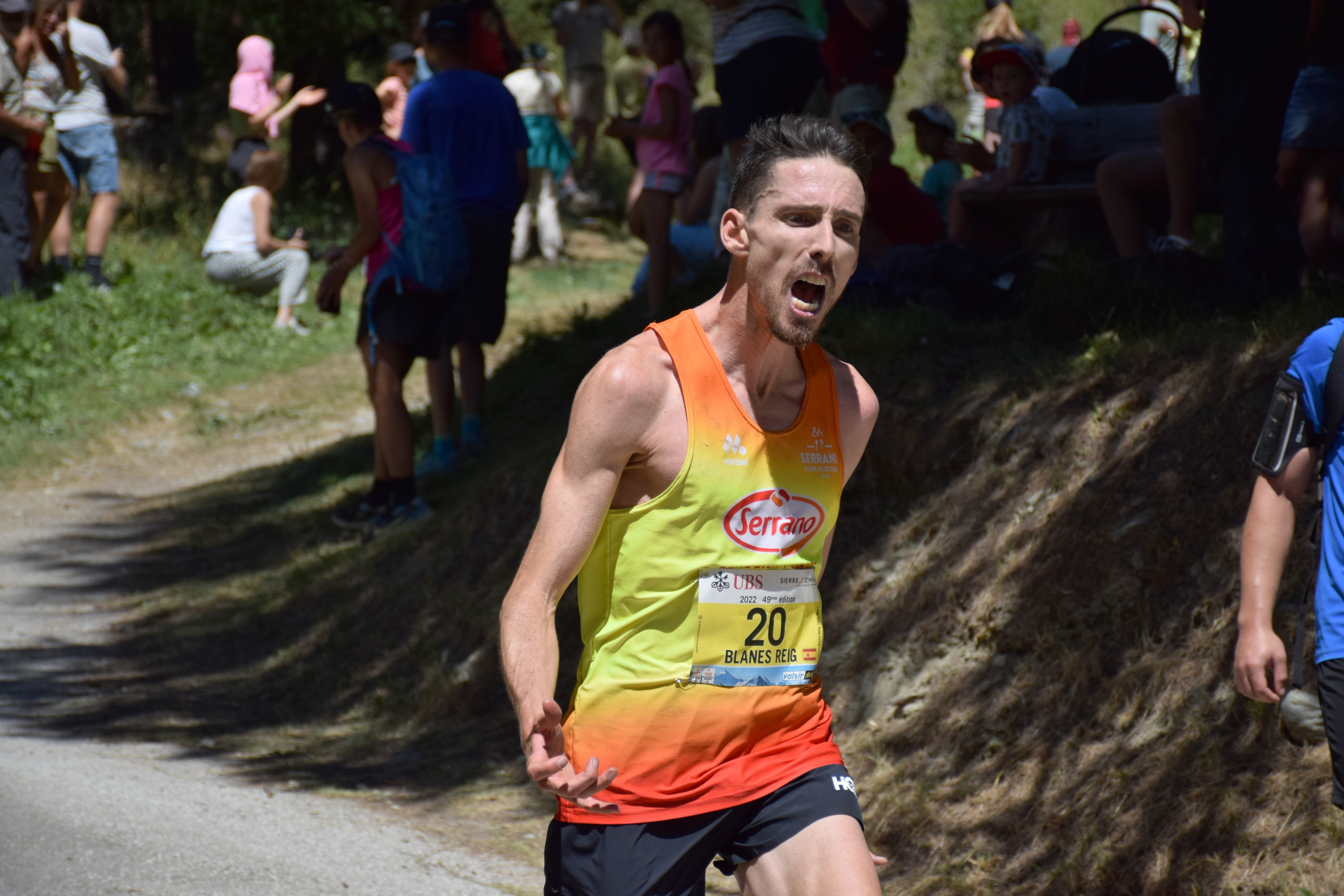
Bester Europäer auf dem sechsten Platz wird Andreu Blanes Reig

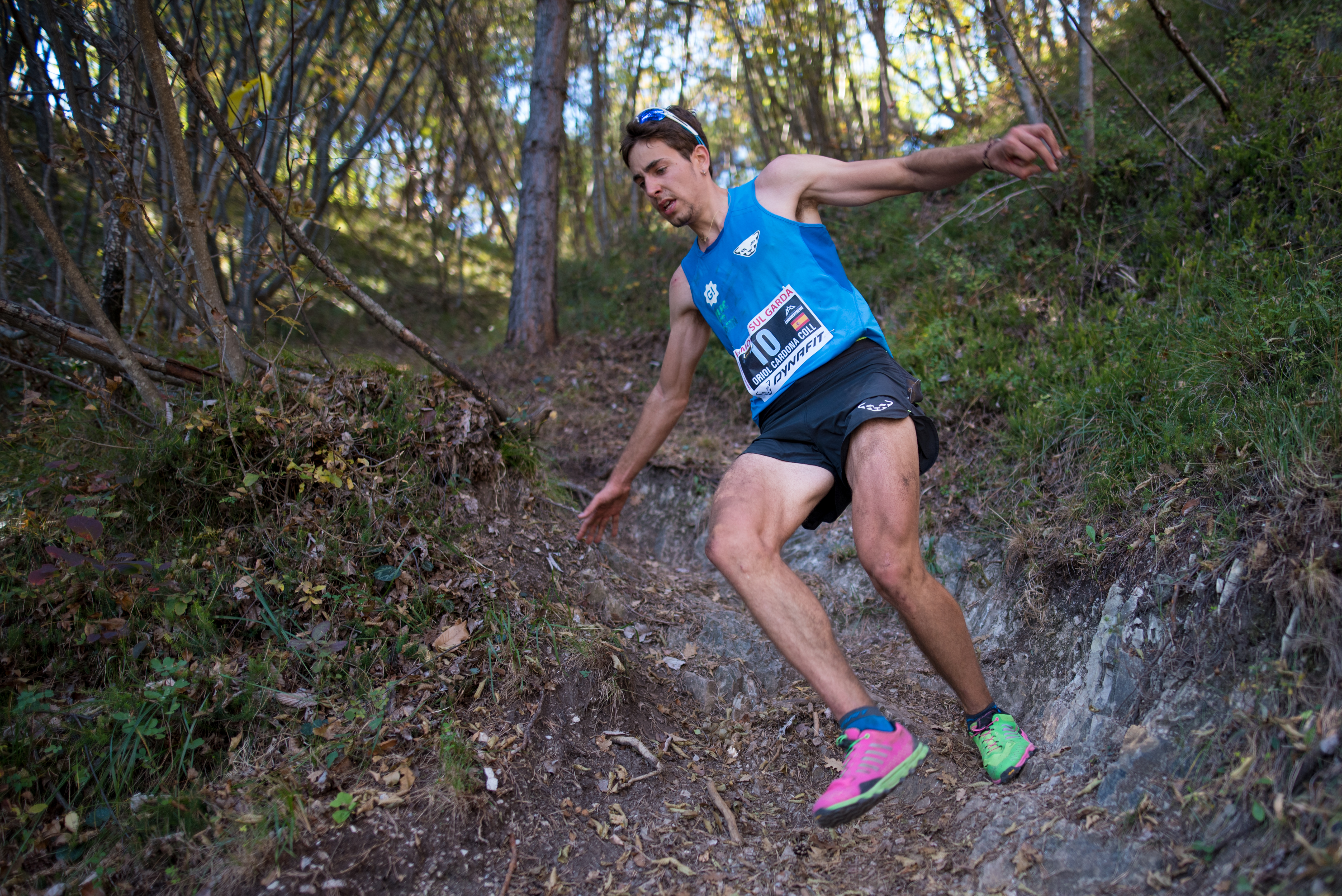
Die Spanier, hier mit Oriol Cardona Coll, sichern sich knapp vor den Italienern Silber in der Teamwertung

Von 65 gestarteten Athleten erreichten 61 das Ziel.
Teilnehmer aus deutschsprachigen Ländern:
- 12: Joey Hadorn (SUI), 43:01
- 25: Jonas Soldini (SUI), 44:10
- 33: Pascal Buchs (SUI), 45:08
- 35: Fabian Aebersold (SUI), 45:17

##### Teamwertung
| Platz | Land und Athleten | Gesamtpunktzahl und Einzelplatzierung |
| ----- | --- | ------------------------------------- |
| 1     | Uganda Samuel Kibet (40:02) Timothy Toroitich (40:26) Leonard Chemonges (40:51) Eliud Cherop (41:27)                         | 08 01 03 04 05                        |
| 2     | Spanien Andreu Blanes Reig (41:31) Oriol Cardona Coll (42:44) Alejandro Garcia Carrillo (43:23) Miquel Corbera Rubio (43:44) | 29 06 08 15 19                        |
| 3     | Italien Alberto Vender (42:26) Cesare Maestri (42:47) Xavier Chevrier (43:16) Daniel Pattis (44:25)                          | 30 07 09 14 29                        |

Insgesamt wurden 14 Teams gewertet. Die schweizerische Mannschaft kam mit 71 Punkten auf den 7. Platz.

#### Frauen

##### Einzelwertung
| Platz | Athletin                   | Land | Zeit (h) |
| ----- | -------------------------- | ---- | -------- |
| 1     | Rebecca Cheptegei          | UGA  | 46:25    |
| 2     | Annet Chemengich Chelengat | UGA  | 46:52    |
| 3     | Allie McLaughlin           | USA  | 48:31    |
| 4     | Monica Mădălina Florea     | ROU  | 49:12    |
| 5     | Scout Adkin                | GBR  | 50:19    |
| 6     | Judith Wyder               | SUI  | 50:36    |
| 7     | Hanna Gröber               | GER  | 50:49    |
| 8     | Holly Page                 | GBR  | 50:52    |
| 9     | Onditz Iturbe Arginzoniz   | ESP  | 50:57    |
| 10    | Adeline Martin-Roche       | FRA  | 51:01    |

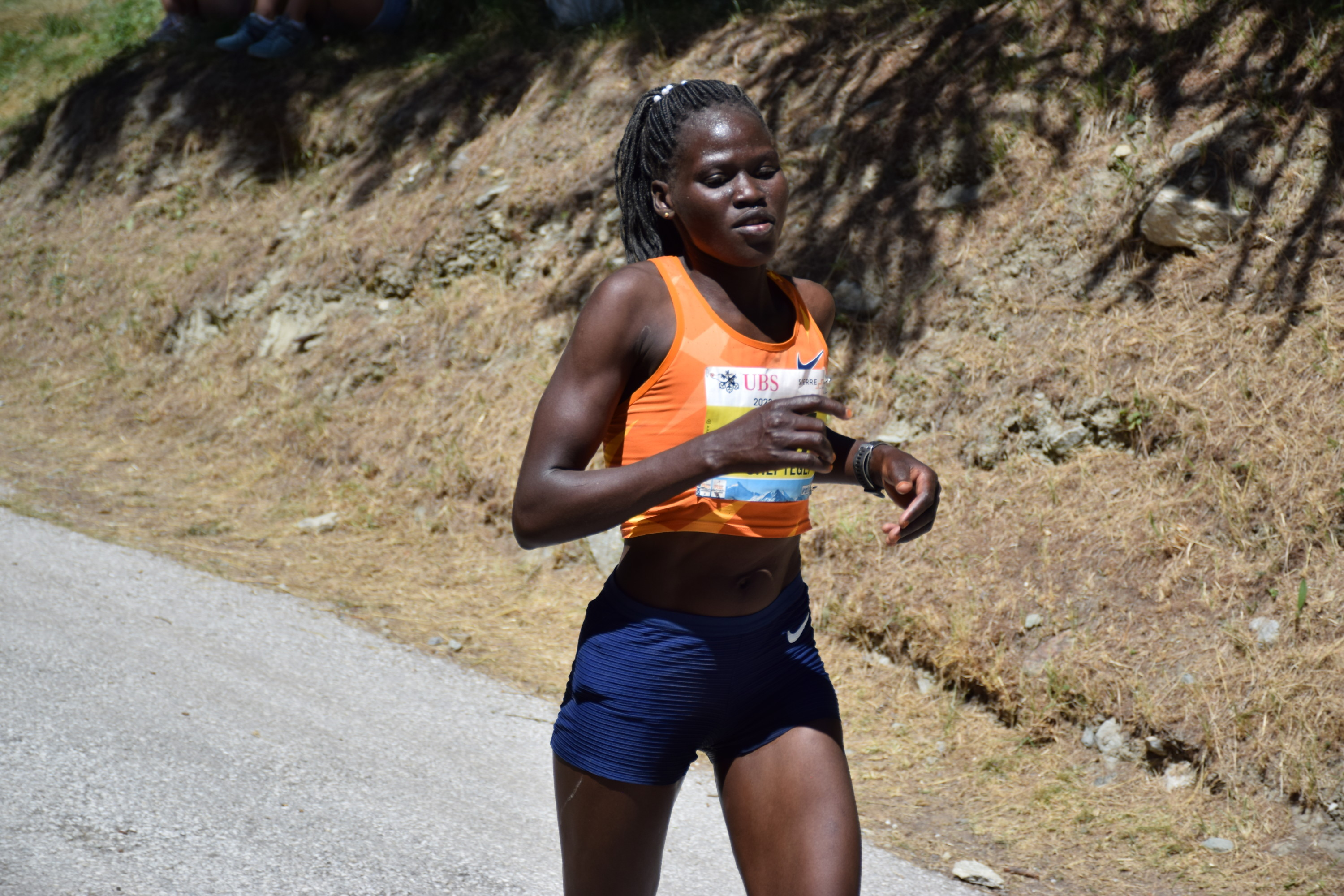
Rebecca Cheptegei ebnet den Doppelsieg für Uganda

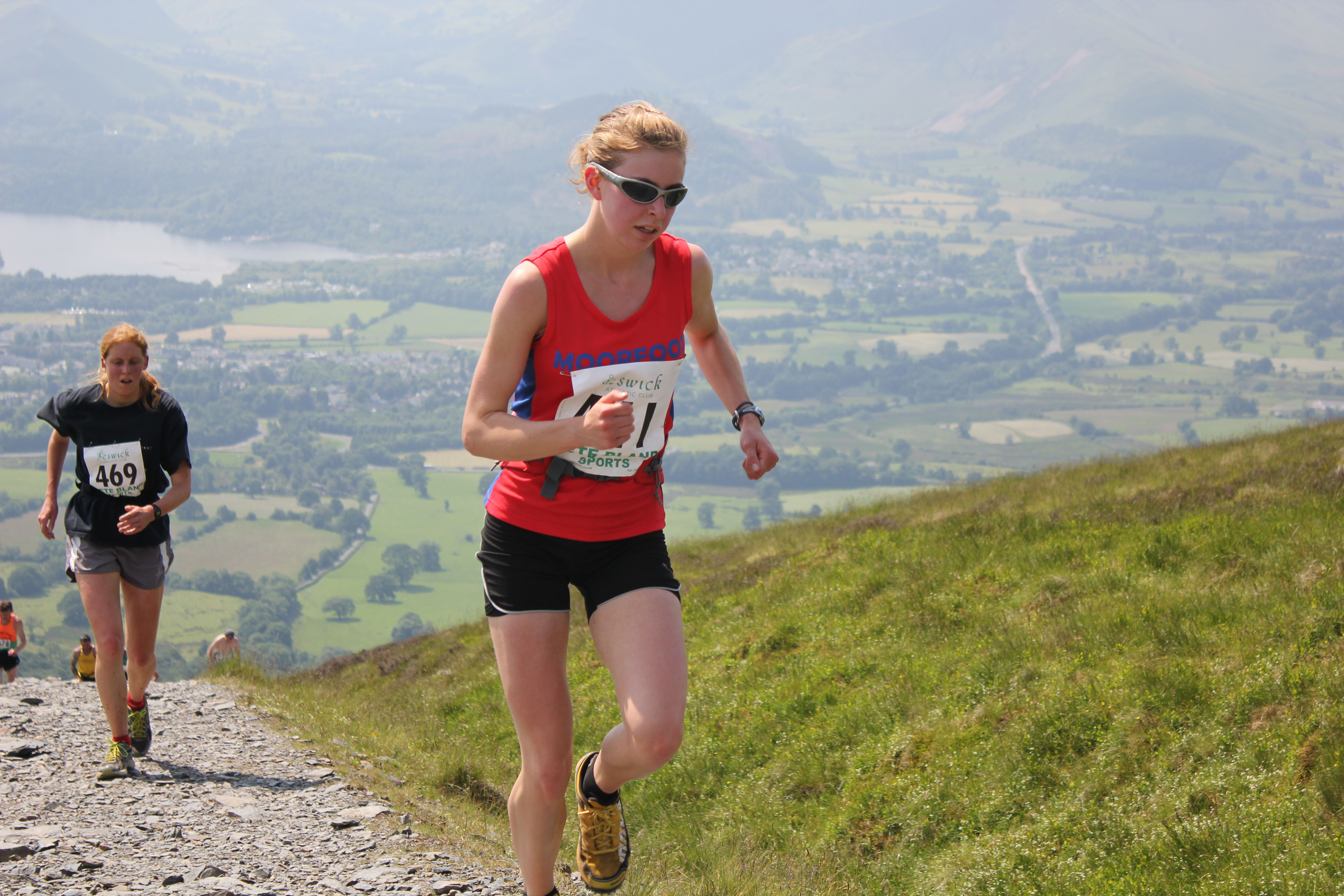
Scout Adkin wird mit dem fünften Platz zweitbeste Europäerin

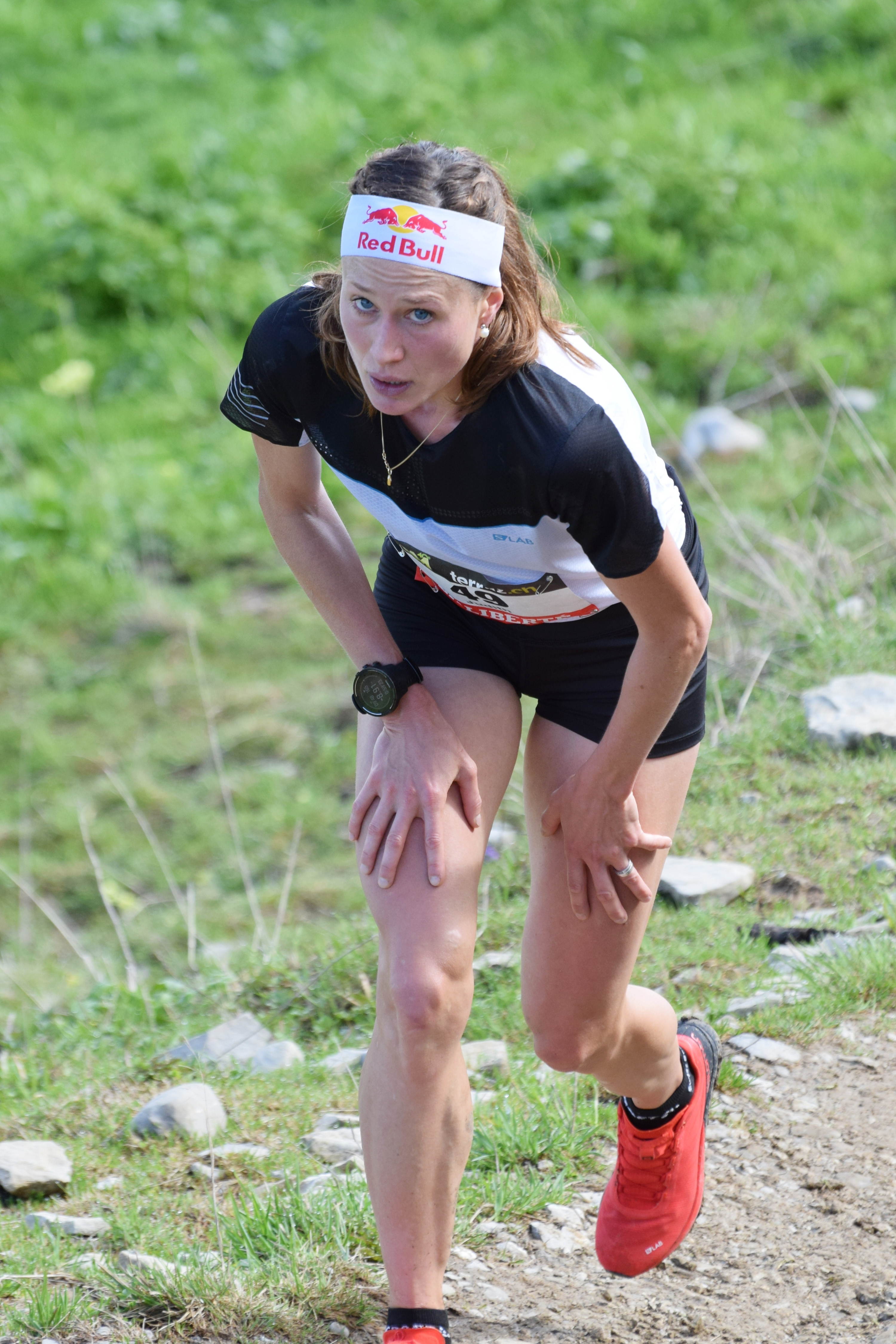
Judith Wyder gewinnt mit dem Schweizerinnen die Teamwertung

Von 64 gestarteten Athletinnen erreichten 61 das Ziel.
Teilnehmerinnen aus deutschsprachigen Ländern:
- 13: Maude Mathys (SUI), 51:31
- 15: Rea Iseli (SUI), 52:04
- 54: Selina Burch (SUI), 1:05:16

##### Teamwertung
| Platz | Land und Athleten                                                                                              | Gesamtpunktzahl und Einzelplatzierung |
| ----- | --- | ------------------------------------- |
| 1     | Schweiz Judith Wyder (50:36) Maude Mathys (51:31) Rea Iseli (52:04) Selina Burch (1:05:16)                     | 34 06 13 15 54                        |
| 2     | Vereinigtes Königreich Scout Adkin (50:19) Holly Page (50:52) Naomi Lang (53:53) Kate Avery (53:55)            | 38 05 08 25 26                        |
| 3     | Vereinigte Staaten Allie McLaughlin (48:31) Rachel Tomajczyk (52:23) Corey Dowe (53:19) Samantha Lewis (56:24) | 45 03 19 23 40                        |

Insgesamt wurden 12 Teams gewertet.

### Junior Up and Downhill Mountain

#### Männer

##### Einzelwertung
| Platz | Athlet                    | Land | Zeit (min) |
| ----- | ------------------------- | ---- | ---------- |
| 1     | Leonard Chemutai          | UGA  | 21:07      |
| 2     | Caleb Arap Musobo Tungwet | UGA  | 21:44      |
| 3     | Denis Kiplangat           | UGA  | 22:18      |
| 4     | Silas Rotich              | UGA  | 23:01      |
| 5     | Finlay Grant              | GBR  | 23:26      |
| 6     | Fabian Venero Jimenez     | ESP  | 23:28      |
| 7     | Baptiste Cartieaux        | FRA  | 23:29      |
| 7     | Michael Maiorano          | USA  | 23:29      |
| 9     | Elia Mattio               | ITA  | 23:51      |
| 10    | Fraser Gilmour            | GBR  | 23:58      |

Von 36 gestarteten Athleten erreichten alle das Ziel.

##### Teamwertung
| Platz | Land und Athleten                                                                                                | Gesamtpunktzahl und Einzelplatzierung |
| ----- | --- | ------------------------------------- |
| 1     | Uganda Leonard Chemutai (21:07) Caleb Arap Musobo Tungwet (21:44) Denis Kiplangat (22:18) Silas Rotich (23:01)   | 06 01 02 03 04                        |
| 2     | Frankreich Baptiste Cartieaux (23:29) Pierre Boudy (24:02) Mélaine Le Palabe (24:28) Antonin Therond (24:46)     | 33,5 7,5 11 15 20                     |
| 3     | Vereinigtes Königreich Finlay Grant (23:26) Fraser Gilmour (23:58) William Longden (24:45) Edward Corden (26:04) | 34 05 10 19 26                        |

Insgesamt wurden 8 Teams gewertet.

#### Frauen

##### Einzelwertung
| Platz | Athletin              | Land | Zeit (min) |
| ----- | --------------------- | ---- | ---------- |
| 1     | Jessica Bailey        | GBR  | 26:27      |
| 2     | Rebecca Flaherty      | GBR  | 27:45      |
| 3     | Axelle Vicari         | ITA  | 28:21      |
| 4     | Ellen Weir            | GBR  | 28:28      |
| 5     | Anna Hofer            | ITA  | 28:32      |
| 5     | Oakley Olson          | USA  | 28:32      |
| 7     | Lili Anne Beck        | FRA  | 28:59      |
| 8     | Pauline Trocellier    | FRA  | 29:13      |
| 9     | Blanca Batlle Busquet | ESP  | 29:17      |
| 10    | Emily Vucemillo       | ITA  | 29:52      |

Von 26 gestarteten Athletinnen erreichten alle das Ziel.

##### Teamwertung
| Platz | Land und Athleten                                                                                               | Gesamtpunktzahl und Einzelplatzierung |
| ----- | --- | ------------------------------------- |
| 1     | Vereinigtes Königreich Jessica Bailey (26:27) Rebecca Flaherty (27:45) Ellen Weir (28:28) Emily Gibbins (31:49) | 07 01 02 04 18                        |
| 2     | Italien Axelle Vicari (28:21) Anna Hofer (28:32) Emily Vucemillo (29:52) Matilde Bonino (32:43)                 | 18,5 03 5,5 10 21                     |
| 3     | Frankreich Lili Anne Beck (28:59) Pauline Trocellier (29:13) Nélie Clement (30:23) Fannie Sapet (31:10)         | 29 07 08 14 16                        |

Insgesamt wurden 7 Teams gewertet.